# Фторид хрома(II)
Фторид хрома(II) — неорганическое соединение, соль металла хрома и плавиковой кислоты с формулой CrF2, 
зелёные кристаллы, 
плохо растворимые в воде.

## Получение
- Действие фтористого водорода на нагретый до красного каления хром:

{\displaystyle {\mathsf {Cr+2HF\ {\xrightarrow {T}}\ CrF_{2}+H_{2}}}}
- Действие плавиковой кислоты на хлорид хрома(II):

{\displaystyle {\mathsf {CrCl_{2}+2HF\ {\xrightarrow {}}\ CrF_{2}+2HCl}}}

## Физические свойства
Фторид хрома(II) образует зелёные кристаллы 
моноклинной сингонии, 
пространственная группа P 21/c, 
параметры ячейки a = 0,4732 нм, b = 0,4718 нм, c = 0,3505 нм, β = 96,52°, Z = 2.
Плохо растворяется в воде, не растворяется в этаноле.

## Химические свойства
- Во влажном воздухе постепенно окисляется:

{\displaystyle {\mathsf {4CrF_{2}+O_{2}+4H_{2}O\ {\xrightarrow {}}\ 2Cr_{2}O_{3}+8HF}}}
- Восстанавливается водородом:

{\displaystyle {\mathsf {CrF_{2}+H_{2}\ {\xrightarrow {T}}\ Cr+2HF}}}
- Реагирует с сероводородом:

{\displaystyle {\mathsf {CrF_{2}+H_{2}S\ {\xrightarrow {}}\ CrS+2HF}}}
- С фторидами щелочных металлов образует комплексные соли:

{\displaystyle {\mathsf {CrF_{2}+KF\ {\xrightarrow {}}\ K[CrF_{3}]}}}
{\displaystyle {\mathsf {CrF_{2}+2KF\ {\xrightarrow {}}\ K_{2}[CrF_{4}]}}}